# ان‌جی‌سی ۵۸۲۴
ان‌جی‌سی ۵۸۲۴ (انگلیسی: NGC 5824) یک خوشه کروی در صورت فلکی گرگ، تقریباً در مرز غربی آن با صورت فلکی قنطورس است.